# Áureo Castro
Áureo da Costa Nunes e Castro (Candelária, 18 de janeiro de 1917 – Macau, 21 de janeiro de 1993) foi um padre católico, compositor, músico e professor português.

## Biografia
Áureo Castro estabeleceu-se na então colónia portuguesa de Macau a 15 de setembro de 1931, aos catorze anos entrou para o Seminário Diocesano de São José, onde estudou teoria, solfejo e harmonia com os padres Wilhelm Schmid e António André Ngan. A 8 de setembro de 1943 Áureo Castro foi ordenado sacerdote.
Áureo foi professor no Seminário Diocesano de São José e capelão e vigário na Igreja da Sé. Posteriormente, foi nomeado pároco da Igreja de São Lourenço e foi diretor do semanário católico O Clarim. Áureo foi também professor de canto coral e religião e moral no Liceu de Macau e na Escola Comercial Pedro Nolasco.
Em 1951, Áureo viajou a Lisboa para estudar música no Conservatório Nacional de Lisboa, onde também estudou canto e piano com Ans Biermann, Arminda Correia e Jorge Croner de Vasconcelos (1910-1974). Foi também assistente do musicólogo e regente português Mário de Sampayo Ribeiro (1898-1966) no coro da Universidade de Lisboa. Licenciou-se com distinção em composição musical no ano de 1958. Em Portugal, completou a "Sonata n.º 1, Três Corais sobre Melodias Gregorianas", "Sonata n.º 2, Sonatina n.º 1" e a "Sonatina n.º 2 Te Deum" para coro e órgão, que estrearam na Igreja de São João de Deus em Lisboa. Quando regressou a Macau, promoveu o canto religioso e em 1957 fundou o "Grupo Coral Polifónico". Em 1962, juntamente com César Brianza, fundou a "Academia de Música de São Pio X", uma organização de ensino subordinada à Diocese de Macau. Durante muitos anos, foi director da referida Academia.
A suite para piano infantil "Danças da Siu Mui-Mui", foi composta entre 1967-68 e publicada em Hong Kong no ano de 1971.
Em 1983, fundou a Orquestra de Câmara de Macau com o compositor britânico Stuart Bonner e um grupo de músicos amadores da Academia de Música de São Pio X, sendo mais tarde incorporada no Instituto Cultural de Macau.
Foi condecorado duas vezes com a Medalha de Mérito Cultural pelo Governo de Macau, em 1987 e 1990.
Áureo morreu a 21 de janeiro de 1993, aos setenta e seis anos, no Complexo Hospitalar Conde de São Januário, em Macau, e foi sepultado no Cemitério de São Miguel Arcanjo.